# Березин, Алексей Владимирович (футболист)
Алексей Владимирович Березин (16 апреля 1993 года, Казань) — российский футболист, вратарь.

## Карьера
Воспитанник казанского «Рубина». Начинал карьеру во второй команде клуба, однако в основу «Рубина» он не пробился. В январе 2014 года вратарь отправился на просмотр в польский «Видзев» и вскоре он подписал контракт с ним. В команде Березин ограничивался только матчами за вторую команду. Не получив возможности заиграть, голкипер вернулся на родину и заключил контракт с клубом ПФЛ «Днепр» (Смоленск).
В феврале 2016 года Березин подписал контракт с тульским «Арсеналом». Но сыграть в его составе в Премьер-лиге ему не удалось. В августе 2018 года голкипер пополнил ряды белорусской команды Высшей лиги «Днепр» (Могилёв).
В июле 2020 года заключил контракт с «Муромом». В первой половине сезона 2021/22 выступал «Зенит-Ижевск». 23 сентября 2021 года сыграл в матче группового раунда Кубка России 2021/22 против ЦСКА (0:4).